# Paolo Sirena
Paolo Sirena (Treviso, Reino de Italia; 11 de septiembre de 1945 – Verona, Italia; 27 de junio de 2025) fue un futbolista de Italia que jugó en la posición de defensa.

## Equipos
| Periodo   | Club             | Apariciones | Goles |
| --------- | ---------------- | ----------- | ----- |
| 1962–1964 | Treviso FBC 1993 | 23          | 1     |
| 1964–1966 | Inter de Milán   | 0           | 0     |
| 1966–1969 | AS Roma          | 44          | 4     |
| 1969–1977 | Hellas Verona FC | 205         | 14    |
| 1977-1978 | Audace SME       | 23          | 1     |

## Logros
- Copa Italia (1): 1968/69